# Jacob Kern
Jacob Kern (* 26. August 1997 in Edmonton) ist ein kanadischer Volleyballspieler.

## Karriere
Kern begann seine Karriere an der Jasper Place High School in Edmonton. Von 2015 bis 2020 studierte er an der Trinity Western University und spielte in der Universitätsmannschaft Spartans. Anschließend wechselte er zum deutschen Bundesligisten Helios Grizzlys Giesen.